# Luis Felipe Solé Fa

Bischofswappen von Luis Felipe Solé Fa

Luis Felipe Solé Fa CM (* 23. Juli 1946 in Tarragona) ist ein spanischer Ordensgeistlicher und emeritierter römisch-katholischer Bischof von Trujillo in Honduras.

## Leben
Luis Felipe Solé Fa besuchte das Colegio de La Salle in Tarragona. Anschließend studierte er Philosophie und Katholische Theologie in Tarragona und erlangte einen Abschluss als Grund- und Sekundarschullehrer. Er arbeitete vier Jahre als Lehrer in Tarragona. Am 30. April 1968 trat Solé Fa der Ordensgemeinschaft der Lazaristen bei und legte am 27. November 1969 die zeitliche und am 31. Mai 1972 die ewige Profess ab. Der Erzbischof von Barcelona, Narciso Jubany, erteilte ihm am 28. Juni 1972 die niederen Weihen. Solé Fa empfing durch den Erzbischof von Tarragona, José Pont y Gol, am 12. Oktober 1973 die Diakonen- und am 29. Dezember desselben Jahres die Priesterweihe.
Solé Fa war zunächst als Pfarrvikar der Pfarreien Sant Martí del Clot (1973–1976) und San Vicente y San Severo (1977–1978) in Barcelona tätig. Von 1976 bis 1977 absolvierte er ein pastorales Praktikum in der Pfarrei San Vicente de Paúl in Puerto Cortés in Honduras. Von 1978 bis 1980 war er Lehrer am Centro de Rehabilitación y Protección de Menores in Alicante sowie Provinzialrat und Verantwortlicher für die Berufungspastoral. 1981 wurde Luis Felipe Solé als Missionar nach Honduras entsandt, wo er zuerst als Pfarrvikar in der Pfarrei San Vicente de Paúl in Puerto Cortés im Bistum San Pedro Sula wirkte. Von 1983 bis 1990 war er Pfarrer der Pfarrei San José de Medina in San Pedro Sula. Dort gründete er 1985 die Juventudes Marianas Vicencianas (JMV). Anschließend leitete Solé Fa das Centro de Capacitación in San Pedro Sula und fungierte als Vikar für die Pastoral im Bistum San Pedro Sula, bevor er 1995 Provinzsuperior seiner Ordensgemeinschaft und Pfarrer der Pfarrei San Vicente de Paúl wurde. Ab 2000 war Solé Fa Pfarrer der Pfarrei Santa Cruz in Barra Patuca im Bistum Trujillo und ab 2002 zusätzlich Bischofsvikar für das Vikariat Mosquitía.
Papst Johannes Paul II. ernannte ihn am 18. März 2005 zum Bischof von Trujillo. Die Bischofsweihe spendete ihm der Erzbischof von Tegucigalpa, Óscar Andrés Kardinal Rodríguez Maradiaga SDB, am 29. Juni desselben Jahres in der Kathedrale San Juan Bautista in Trujillo; Mitkonsekratoren waren Angel Garachana Pérez CMF, Bischof von San Pedro Sula, und Guido Plante PME, Koadjutorbischof von Choluteca. Sein Wahlspruch Pauperes evangelizantur („Die Armen werden evangelisiert“) stammt aus Mt 11,5 . Von 2007 bis 2016 fungierte Solé Fa zudem als Generalsekretär der Honduranischen Bischofskonferenz.
Am 10. März 2023 nahm Papst Franziskus das von Luis Felipe Solé Fa aus Altersgründen vorgebrachte Rücktrittsgesuch an.